# RMS Unicorn
RMS Unicorn byl kolesový parník Cunard Line, vůbec první loď společnosti. Vybudován byl v roce 1836, v roce 1840 byl odkoupen Cunard Line, pod kterou sloužil na poštovní lince Liverpool-Halifax. V roce 1846 byl prodán.